# Campeonato Mundial de Atletismo de 2015 - Lançamento de martelo masculino
A prova do arremesso de martelo masculino do Campeonato Mundial de Atletismo de 2015  foi disputada entre 22 e 23 de agosto no Estádio Nacional de Pequim, em Pequim.

## Recordes
Antes desta competição, os recordes mundiais e do campeonato nesta prova eram os seguintes:
| Tipo                  | Atleta       | Distância | Local     | Data                 | Ref |
| --------------------- | ------------ | --------- | --------- | -------------------- | --- |
|                       | Yuriy Sedykh | 86,74     | Stuttgart | 30 de agosto de 1986 | ver |
| Recorde do campeonato | Ivan Tsikhan | 83,63     | Osaka     | 27 de agosto de 2007 | ver |

## Medalhas
| Ouro               | Prata                 | Bronze                 |
| Paweł Fajdek (POL) | Dilshod Nazarov (TJK) | Wojciech Nowicki (POL) |

## Cronograma
Todos os horários são locais (UTC+8).
| Data         | Hora  | Evento        |
| ------------ | ----- | ------------- |
| 22 de agosto | 09:30 | Eliminatórias |
| 23 de agosto | 18:30 | Final         |

## Resultados

### Eliminatórias
Qualificação: 77,00 m (Q) e pelo menos 12 melhores (q) avançam para a final. 
| Colocação | Grupo | Atleta               | Nacionalidade  | #1    | #2    | #3    | Marca | Notas |
| --------- | ----- | -------------------- | -------------- | ----- | ----- | ----- | ----- | ----- |
| 1         | A     | Paweł Fajdek         | Polónia        | 76.46 | 78.38 |       | 78.38 | Q     |
| 2         | A     | Nick Miller          | Grã-Bretanha   | 77.42 |       |       | 77.42 | Q     |
| 3         | B     | Sergej Litvinov      | Rússia         | 74.75 | 76.79 | –     | 76.79 | q     |
| 4         | B     | Wojciech Nowicki     | Polónia        | 75.52 | x     | 76.72 | 76.72 | q     |
| 5         | B     | Ashraf Amgad Elseify | Catar          | 72.01 | 75.03 | 76.51 | 76.51 | q     |
| 6         | A     | David Söderberg      | Finlândia      | 73.30 | 75.96 | 75.42 | 75.96 | q     |
| 7         | A     | Dilshod Nazarov      | Tajiquistão    | 74.86 | 75.56 | –     | 75.56 | q     |
| 8         | B     | Mostafa Al-Gamel     | Egito          | 75.48 | x     | 74.06 | 75.48 | q     |
| 9         | B     | Krisztián Pars       | Hungria        | 75.37 | 74.41 | 75.02 | 75.37 | q     |
| 10        | B     | Roberto Janet        | Cuba           | x     | 74.77 | 75.28 | 75.28 | q     |
| 11        | B     | Tuomas Seppänen      | Finlândia      | 74.74 | x     | 73.43 | 74.74 | q, SB |
| 12        | A     | Marcel Lomnický      | Eslováquia     | 73.10 | x     | 74.51 | 74.51 | q     |
| 13        | B     | Conor McCullough     | Estados Unidos | 72.40 | 72.05 | 74.31 | 74.31 |       |
| 14        | A     | Yevhen Vynohradov    | Ucrânia        | 71.01 | x     | 74.09 | 74.09 |       |
| 15        | B     | Mark Dry             | Grã-Bretanha   | 72.13 | 71.24 | 73.87 | 73.87 |       |
| 16        | A     | Kibwe Johnson        | Estados Unidos | 71.72 | 73.75 | 73.33 | 73.75 |       |
| 17        | B     | Eşref Apak           | Turquia        | 73.01 | x     | x     | 73.01 |       |
| 18        | A     | Yury Shayunou        | Bielorrússia   | x     | 72.07 | 72.87 | 72.87 |       |
| 19        | A     | Marco Lingua         | Itália         | 72.01 | x     | 72.85 | 72.85 |       |
| 20        | A     | Lukáš Melich         | Chéquia        | 71.89 | 70.11 | 72.12 | 72.12 |       |
| 21        | B     | Ivan Tsikhan         | Bielorrússia   | 70.30 | 71.88 | x     | 71.88 |       |
| 22        | A     | Wagner Domingos      | Brasil         | 71.35 | 71.82 | x     | 71.82 |       |
| 23        | B     | Serghei Marghiev     | Moldávia       | x     | 71.61 | 71.45 | 71.61 |       |
| 24        | A     | A. G. Kruger         | Estados Unidos | x     | 71.56 | x     | 71.56 |       |
| 25        | A     | Pavel Bareisha       | Bielorrússia   | x     | 71.41 | 71.23 | 71.41 |       |
| 26        | A     | Suhrob Khodjaev      | Uzbequistão    | 70.45 | 70.99 | 71.24 | 71.24 |       |
| 27        | B     | Ákos Hudi            | Hungria        | 71.15 | x     | x     | 71.15 |       |
| 28        | A     | Bence Pásztor        | Hungria        | 71.10 | 70.68 | 71.14 | 71.14 |       |
| 29        | B     | Javier Cienfuegos    | Espanha        | 69.38 | 68.37 | 70.96 | 70.96 |       |
| 30        | B     | Roberto Sawyers      | Costa Rica     | x     | 65.53 | 66.64 | 66.64 |       |

### Final
A final ocorreu às 18:30.
| Colocação         | Atleta               | Nacionalidade | # 1   | # 2   | # 3   | # 4   | # 5   | # 6   | Marca | Notas |
| ----------------- | -------------------- | ------------- | ----- | ----- | ----- | ----- | ----- | ----- | ----- | ----- |
| Medalha de ouro   | Paweł Fajdek         | Polónia       | 76.40 | x     | 80.64 | 80.88 | 79.34 | 78.29 | 80.88 |       |
| Medalha de prata  | Dilshod Nazarov      | Tajiquistão   | 76.83 | 77.61 | 76.17 | 78.06 | 78.55 | 76.60 | 78.55 |       |
| Medalha de bronze | Wojciech Nowicki     | Polónia       | 76.14 | 76.73 | 77.20 | x     | 75.80 | 78.55 | 78.55 |       |
| 4                 | Krisztián Pars       | Hungria       | 76.33 | 75.98 | 77.32 | x     | 76.40 | 77.05 | 77.32 |       |
| 5                 | Sergej Litvinov      | Rússia        | 70.75 | 77.09 | 77.24 | x     | 77.04 | x     | 77.24 | SB    |
| 6                 | David Söderberg      | Finlândia     | 76.92 | 74.75 | 75.70 | 75.48 | 75.32 | 75.19 | 76.92 | SB    |
| 7                 | Mostafa Al-Gamel     | Egito         | 74.70 | 76.25 | 76.81 | x     | x     | 75.77 | 76.81 |       |
| 8                 | Marcel Lomnický      | Eslováquia    | 73.71 | 74.36 | 75.62 | 75.79 | 75.72 | 74.82 | 75.79 |       |
| 9                 | Ashraf Amgad Elseify | Catar         | x     | 72.90 | 74.09 |       |       |       | 74.09 |       |
| 10                | Tuomas Seppänen      | Finlândia     | x     | 71.85 | 73.18 |       |       |       | 73.18 |       |
| 11                | Nick Miller          | Grã-Bretanha  | x     | x     | 72.94 |       |       |       | 72.94 |       |
| 12                | Roberto Janet        | Cuba          | x     | 72.50 | 71.79 |       |       |       | 72.50 |       |

Legenda
| Recorde mundial       | Recorde mundial (World record)               |                       | Recorde africano                      | Recorde africano (African) |                                           | Q | Classificado por posição (Qualified) |
| Recorde do campeonato | Recorde do campeonato (Championship record)  | Recorde da América    | Recorde da América (Americas)         | q                          | Classificado por melhor tempo (Qualified) |   |                                      |
| Melhor marca do ano   | Melhor marca do ano (World leading)          | Recorde asiático      | Recorde asiático (Asian)              | DNS                        | Não largou (Did not start)                |   |                                      |
| Recorde nacional      | Recorde nacional (National record)           | Recorde europeu       | Recorde europeu (European)            | DNF                        | Não terminou (Did not finish)             |   |                                      |
| Recorde pessoal       | Recorde pessoal do atleta (Personal best)    | Recorde da Oceania    | Recorde da Oceania (Oceania)          | DSQ / DQ                   | Desclassificado (Disqualified)            |   |                                      |
| Recorde da temporada  | Recorde da temporada do atleta (Season best) | Recorde sul-americano | Recorde sul-americano (South America) | NM                         | Sem marca (No mark)                       |   |                                      |